# Brána Vysočiny
Brána Vysočiny je zájmové sdružení právnických osob v okresu Pelhřimov, jeho sídlem je Nová Cerekev a jeho cílem je rozvoj regionu. Sdružuje celkem 8 obcí a byl založen v roce 2000.

## Obce sdružené v mikroregionu
- Leskovice
- Moraveč
- Nová Cerekev
- Střítež
- Božejov
- Ústrašín